# Telostylinus longipennis
Telostylinus longipennis är en tvåvingeart som beskrevs av Aczel 1954. Telostylinus longipennis ingår i släktet Telostylinus och familjen Neriidae. Inga underarter finns listade i Catalogue of Life.